# Garypus occultus
Garypus occultus es una especie de arácnido del orden Pseudoscorpionida de la familia Garypidae.

## Distribución geográfica
Se encuentra en Kenia y Somalia.